# Аюшеєва Ципілма Очирівна
Ципілма Очирівна Аюшеєва (Батуєва) — російська бурятська співачка. Солістка Бурятського державного національного театру пісні та танцю «Байкал». Народна артистка Республіки Бурятія (2010).

## Життєпис
Походить із родини Батуєвих улусу Улюнхан Курумканського району Бурятії. В сім'ї народилося шестеро дітей, включаючи сестру-близнючку Цирму. Мати працювала на молочно-товарній фермі. Ципілма допомагала матері, доїла по 30 корів, тягала бідони з молоком .
Після закінчення навчання у середній школі вступила на вокальне відділення Улан-Уденського музичного училища імені П. І. Чайковського, яке закінчила 1986 року. Того ж року почала служити артисткою хору Бурятського державного ансамблю пісні та танцю «Байкал».
Природний дар, чарівний голос Ципілми Аюшеєвої, сценічний талант разом із красою та жіночністю були відзначені членами журі різних конкурсів. У дні святкування 1000-річчя бурятського епосу «Гесер» у 1995 році співачка створила яскравий образ бурятської жінки Хатан-Дангіна, що запам'ятовується. Успіху домагалася вона й у багатьох інших конкурсах.
У 2004 році брала участь у концертній програмі в місті Тайбей на Тайвані на запрошення Тибетсько-монгольської Асоціації монголомовних народів, а також у Днях Бурятської культури та мистецтва в Парижі. У тому ж році артистку було удостоєно почесного звання Заслуженої артистки Республіки Бурятія.
У 2005 році Аюшеєва заспівала провідні партії 9 матерів-прабатьківниць і дівчани-ехіритки в новій постановці театру «Байкал» — виставі «Угайм Сулде» («Дух предків»), який був поставлений за міфами та легендами монгольських народів. У 2006 році цей спектакль був удостоєний Премії уряду Російської Федерації за видатний внесок у галузі культури та мистецтва.
Ципілма Аюшеєва бере активну участь у суспільному та культурному житті, зокрема, фестивалі «Мода монголів світу» (2006) та Дні бурятської мови (2007), організовані Всебурятською Асоціацією розвитку культури (ВАРК). Брала участь у фестивалі «Пісенна культура евенків» (2007), що проходив у місті Нянтунь (КНР). У 2007 році на запрошення ВАРК брала участь у фестивалі «Райдуга Росії», що проводиться під егідою Асамблеї народів Росії в Якутську. У 2007 році на запрошення баргутів виступила у Монголії, де також стала дипломантом фестивалю.
З гастролями побувала у всіх країнах СНД, в Італії, Хорватії, Німеччині, Словенії, Монголії, Китаю, Бельгії, Нідерландах та Південній Кореї .
У 2010 році за внесок у розвиток бурятського пісенного мистецтва співачка удостоєна почесного звання «Народна артистка Республіки Бурятія».
В даний час Ципілма Аюшеєва зайнята в одній з головних ролей у виставі-легенді «Луна країни Баргуджин Тукум».

## Нагороди та звання
- Народна артистка Республіки Бурятія (2010)
- Заслужена артистка Республіки Бурятія (2004)
- Лауреат Міжнародного конкурсу до 1000-річчя бурятського епосу «Гесер»
- Дипломант Міжнародного конкурсу бурятської народної пісні «Алтаргана»
- Дипломант Міжнародного конкурсу протяжної пісні (м. Улан-Батор, 1994)
- Дипломант Всеросійського конкурсу гри на рідкісних народних інструментах (Астрахань, 1992)